# 瓜伊特卡斯
43°53′S 73°45′W / 43.883°S 73.750°W

瓜伊特卡斯（西班牙語：Guaitecas），是智利的城鎮，位於該國中南部伊瓦涅斯將軍艾森大區的艾森省，面積787平方公里，海拔高度72米，2012年人口1,473人，人口密度每平方公里1.9人。